# Anders Nordell

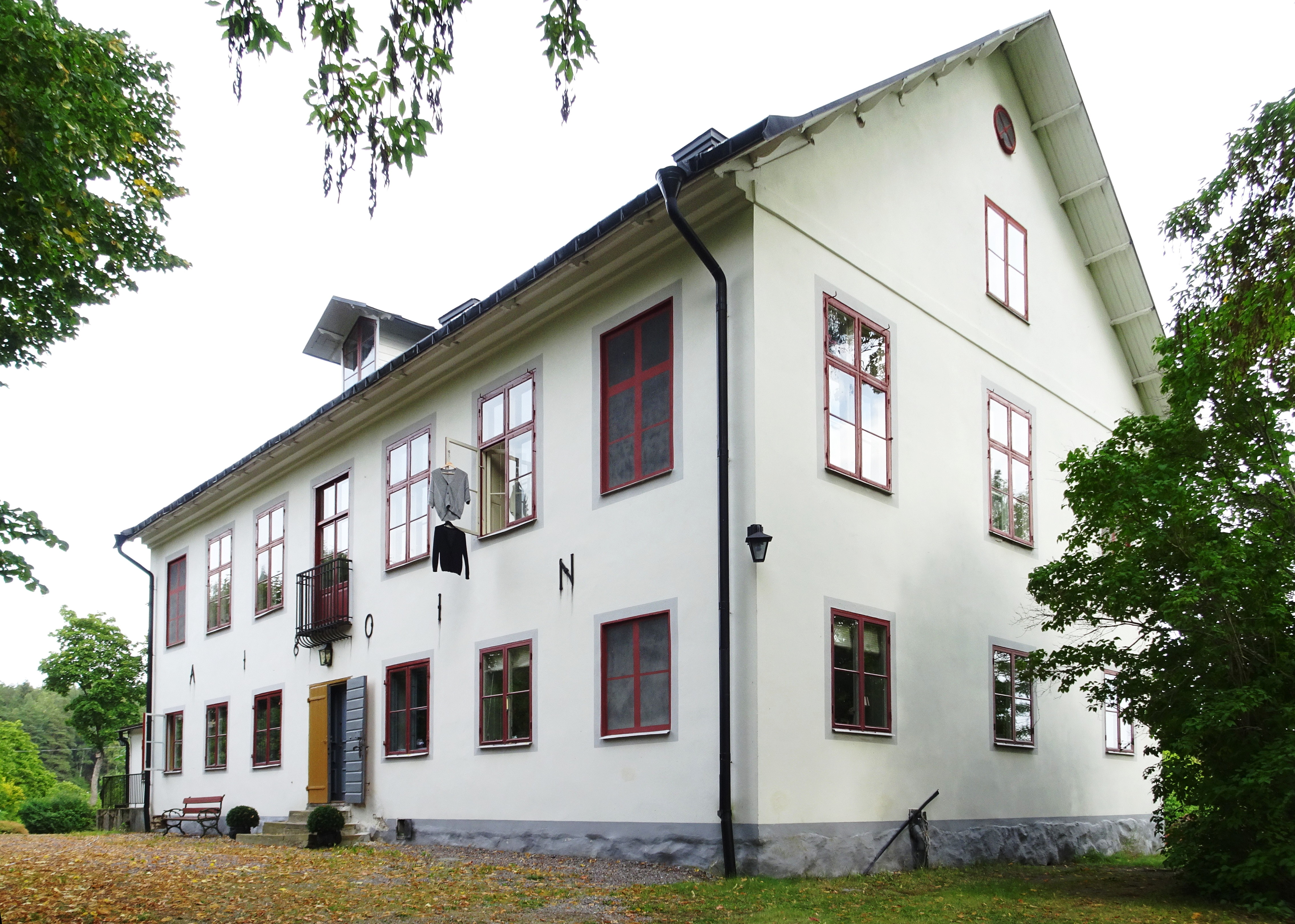
Östra Yttringe gårds huvudbyggnad, uppförd för Anders och Ulrika Nordell 1801. Foto: september 2021.

Anders (Lorentz) Nordell, född 20 mars 1750 i Östergötland, död 27 november 1829 på Östra Yttringe gård, Lidingö, var en svensk jurist och författare.
Han gifte sig 1784 med Gustava Ulrica född Beckman, dotter till dåvarande ägaren till Islinge gård på Lidingö. De fick tre döttrar varav den mellersta Anna Elisabeth gifte sig med borgmästaren Erik Johan Gezelius.
Anders och Ulrika Nordell förvärvade Östra Yttringe lantbruksfastighet 1793 och uppförde nuvarande trevåningsbyggnad på Östra Yttringe 1801 som också anges på fasadens ankarslutar.

## Biografi

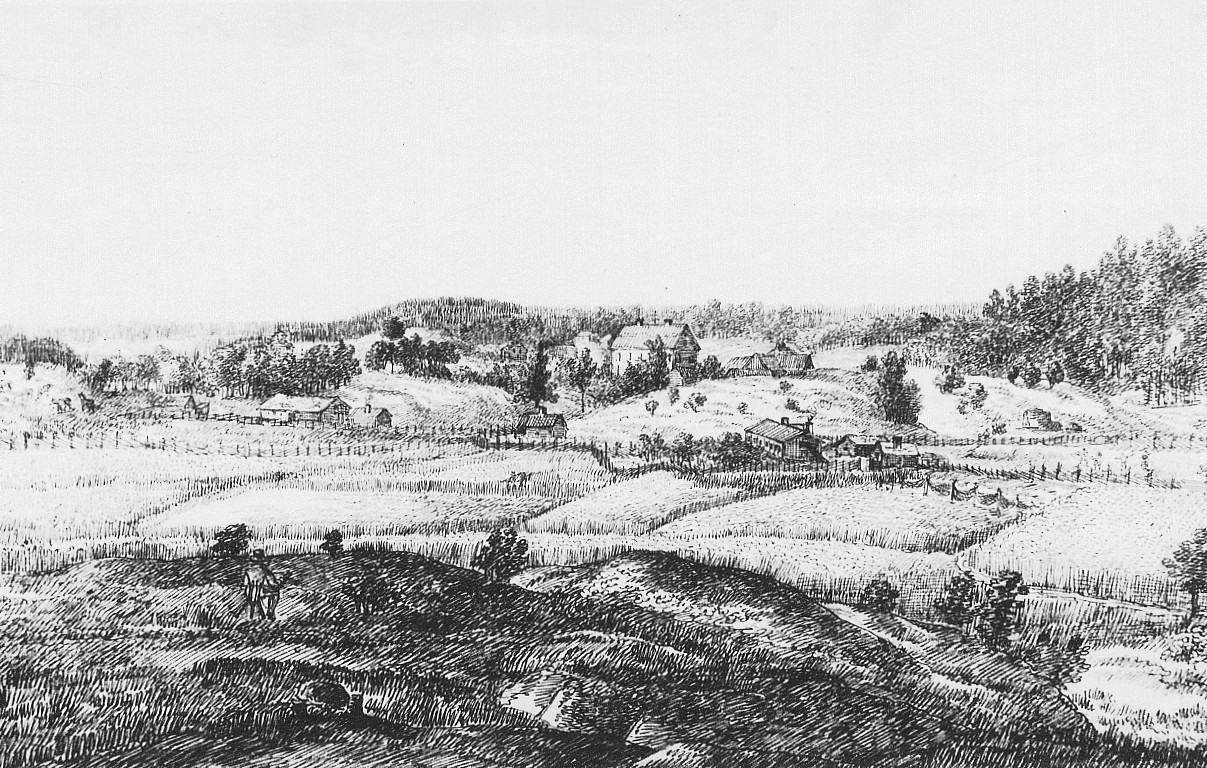
Östra Yttringe på Nordells tid enligt en teckning av Axel Fredrik Cederholm 1816.

Anders Nordell var prästson från Östergötland. Efter studier i Lund började han hösten 1771 att praktisera (auskultera) i Svea hovrätt där han blev kanslist 1776 och i april 1779 häradshövding i Sollentuna härad, Vallentuna härad och Åkers härad samt i Danderyds skeppslag och Värmdö skeppslag.
Anders Nordell var enligt samstämmiga uppgifter en kunnig och skicklig jurist men uppfattades ofta av omgivningen som kontroversiell och blev ovän med en rad personer som han hade att göra med å yrkets vägnar och även lantbrukare i grannskapet på Lidingö.
Han blev misstänkt för inblandning i mordet på Gustav III (1792). Nordell hade blivit bekant med Anckarström i egenskap av hans juridiska konsult. Nordell blev förhörd av polisen för sitt samröre med Anckarström men friades. Han blev dock fråntagen sitt domarämbete men kunde fortsätta med sin övriga juridiska verksamhet som advokat. På Lidingö blev han ovän med sin lantbrukarkollega på södra sidan Hustegafjärden, Peter Hinrik Schön (1765-1821), som under åren 1794-1799 ägde Ekholmsnäs gård där Schön gjorde sina första erfarenheter som lantbrukare. Nordell kritiserade Schön för bristfällig skötsel av jordbruket och hävdade att Schön mest sysselsatte sig med att "dansa hoppa och agera Harlekin samt då och då dricka punsch och göra kalaser". Schön hävdade å sin sida att "herr Nordells våningshus (Östra Yttringe huvudbyggnad) icke duger till annat än att nedgräva i jorden och helt säkert efter hans död kommer att inropas och raseras av någon patriot, på det ej åt eftervärlden må lämnas bevis av så ful smak i byggnadskonsten, som kunde sätta tidevarvets kunskap ifråga". Nordells aversion mot Schön som lantbrukare hade också sin grund i att Schön en kort tid efter att ha gjort konkurs och enligt Nordell "efter åtskilliga äventyr i huvudstaden gifter sig till pengar och blott några år vistats på landet".
På hösten 1794 begärde Nordell avsked från sitt domarämbete där han som skäl till avsägningen angav att han "under en långvarig tjänstetid nu på sextonde året uti en besvärlig skärgårdsdomsaga min hälsa blivit ansenligen försvagad". Hans begäran beviljades 4 september 1794. Samtidigt begärde han att bli utnämnd till ledamot av lagkommissionen, men detta bifölls inte.
Nordell blev efter avskedet 1794 bosatt permanent på Östra Yttringe. Han kom därvid att i huvudsak ägna sig åt lantbruksfrågor där han utan framgång propagerade för cirkulationsjordbruk, men kom också att fungera som juridiskt ombud och rådgivare åt sockenbönderna. Han deltog också flitigt i sockenstämmorna där hans ord ofta vägde tungt. I samband med införandet av 1809 års regeringsform deltog han aktivt i samhällsdebatten. Han räknades av samtida politiska kommentatorer som "det demokratiska partiets kringstrykande missionärer som äro i rörelse från morgonen till aftonen på klubbarna i staden och om nätterna uppsöka bönderna i deras kvarter".
I sitt författarskap blev han omtalad för sin stora stilistiska förmåga och humor. Inför julhelgen 1807 författade han en förmanande skrift till sina tre ogifta döttrar med titeln; "En gammal Mans Faderliga Råd och Fidei-Comiss-Bref till sina Döttrar, huru de och deras Efterkommande böra sig skicka i Giftermålsståndet, för att blifwa wärdiga, dygdiga, hushållsaktiga och lyckliga Makar och Husmödrar". Efter övertalning av grannar och vänner blev skriften publicerad i bokform 1808.
Anders Nordell är gravsatt på Lidingö kyrkogård där även hustrun Gustava Ulrica Beckmark-Nordell och dottern Ulrika Sofia Himberg (1803-1891) är gravsatta.